# Liste der Biografien/Pou
Liste der Biografien |
Portal Biografien |
Personensuche
# |
A |
B |
C |
D |
E |
F |
G |
H |
I |
J |
K |
L |
M |
N |
O |
P |
Q |
R |
S |
T |
U |
V |
W |
X |
Y |
Z |
?
 
Pa |
Pc |
Pe |
Pf |
Ph |
Pi |
Pj |
Pk |
Pl |
Pm |
Pn |
Po |
Pr |
Ps |
Pt |
Pu |
Pv |
Pw |
Py
 
Poa |
Pob |
Poc |
Pod |
Poe |
Pof |
Pog |
Poh |
Poi |
Poj |
Pok |
Pol |
Pom |
Pon |
Poo |
Pop |
Por |
Pos |
Pot |
Pou |
Pov |
Pow |
Pox |
Poy |
Poz
Die Liste der Biografien führt alle Personen auf, die in der deutschsprachigen Wikipedia einen Artikel haben. Dieses ist eine Teilliste mit 290 Einträgen von Personen, deren Namen mit den Buchstaben „Pou“ beginnt.

## Pou
- Pou i Llompart, Pere (* 1963), spanischer Sänger und Komponist
- Pou y Bonet, Emili (1830–1888), spanischer Ingenieur und Baumeister
- Pou, Edward W. (1863–1934), US-amerikanischer Politiker
- Pou, Josep Maria (* 1944), spanischer Schauspieler
- Pou, Nellie (* 1956), US-amerikanische Politikerin der Demokratischen Partei

### Poub
- Poubelle, Eugène (1831–1907), französischer leitender BeamterEugène Poubelle (1831–1907)

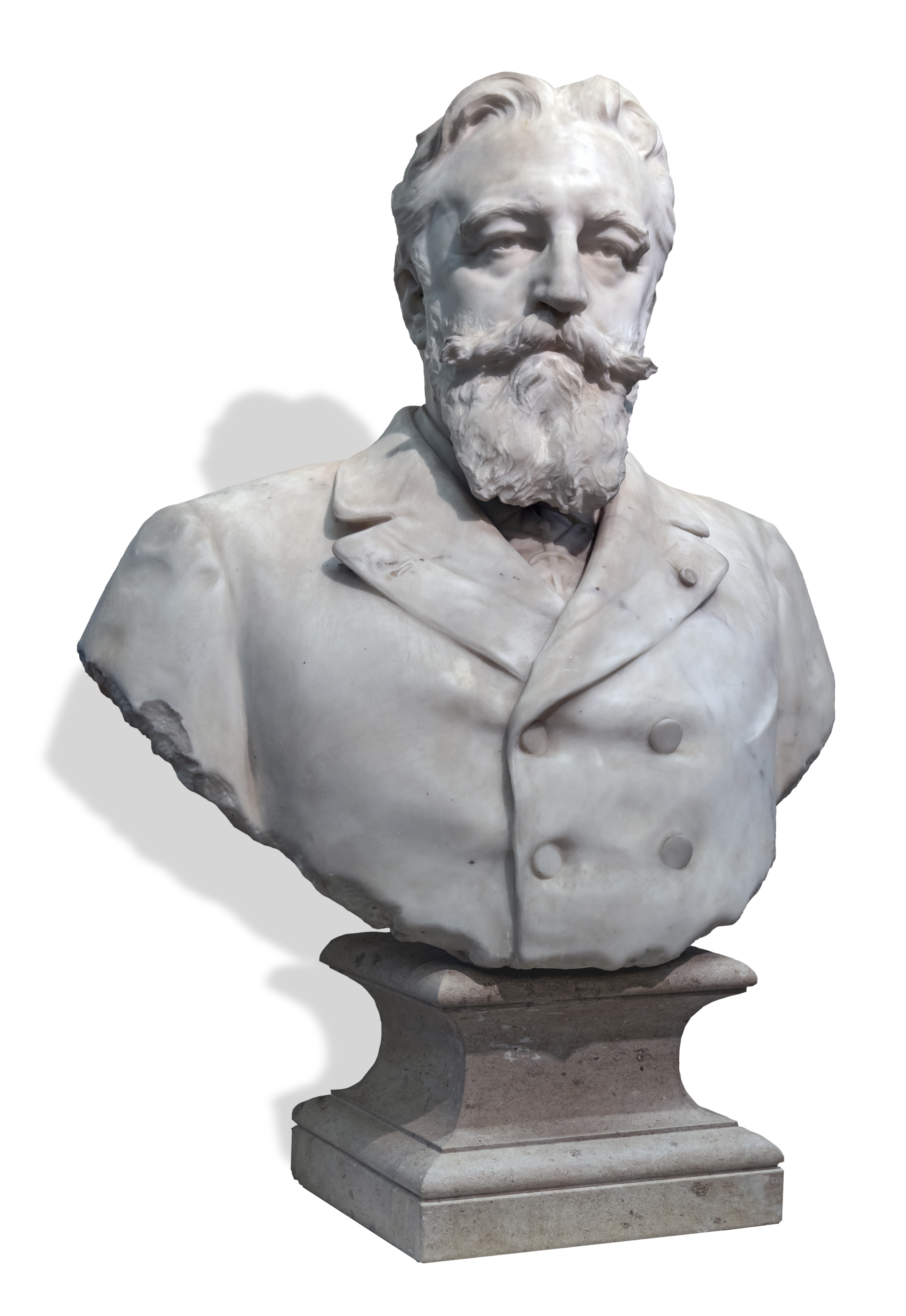
Eugène Poubelle (1831–1907)

### Pouc
- Pouchain, Martine (* 1963), französische Schriftstellerin
- Pouchain, Virginie (* 1980), französische Sängerin
- Pouchenius der Ältere, Andreas (1526–1600), Theologe, Superintendent
- Pouchenius, Andreas der Jüngere (1553–1613), deutscher lutherischer Theologe
- Pouchenius, Levin (1594–1648), lutherischer Theologe und Hochschullehrer in Königsberg
- Pouchet, Félix Archimède (1800–1872), französischer Naturwissenschaftler
- Pouchois, Julien (1888–1955), französischer Radrennfahrer
- Poucques, Marie Lucie de (1913–1996), französische Botanikerin
- Pouctal, Henri (1860–1922), französischer Regisseur

### Poud
- Poudeh, Akbar (1932–2012), iranischer Radrennfahrer
- Pouderoijen, Cornelius (* 1950), niederländischer Benediktinermönch und Spezialist für Gregorianischen Choral
- Poudrier, Serge (* 1966), kanadisch-französischer Eishockeyspieler

### Poug
- Pouga, Christian (* 1986), kamerunischer Fußballspieler
- Pougens, Charles de (1755–1833), französischer Autor, Romanist und Lexikograf
- Pouget, Bertrand du († 1352), Kardinal
- Pouget, Christian (* 1966), französischer Eishockeyspieler und -trainer
- Pouget, Cyrille (* 1972), französischer Fußballspieler
- Pouget, Ely (* 1961), US-amerikanische Schauspielerin
- Pouget, Émile (1860–1931), französischer Vertreter des Anarchismus und des revolutionären Syndikalismus in Frankreich
- Pouget, Johann Nicolaus (1687–1735), schwedischer Jesuit, später lutherischer Geistlicher
- Pouget, Michael (* 1998), österreichischer Handballspieler
- Pouget, Nelly (* 1955), französische Jazzmusikerin
- Pouget, Yvonne (* 1967), deutsche Choreographin und zeitgenössische Tänzerin
- Pougnet, Eugène (* 1847), französisch-deutscher Industrieller und Politiker, MdR
- Pougy, Liane de (1869–1950), französische Tänzerin und SchriftstellerinLiane de Pougy (1869–1950)

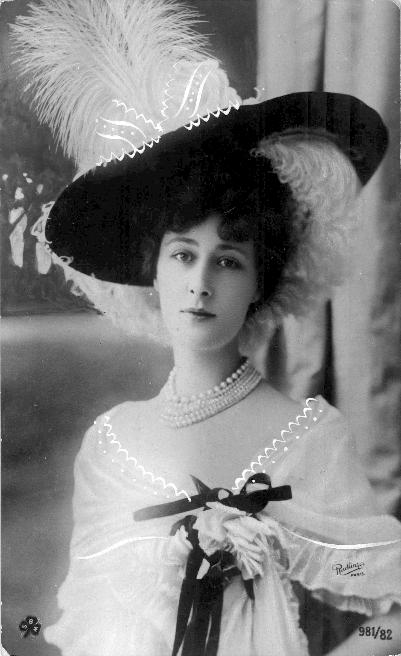
Liane de Pougy (1869–1950)

### Poui
- Pouille, Lucas (* 1994), französischer Tennisspieler
- Pouillet, Claude Servais Mathias (1790–1868), französischer Physiker
- Pouilley, Georges (1893–1958), französischer Schwimmer
- Pouillon, Fernand (1912–1986), französischer Architekt und Schriftsteller
- Pouillon, Jean (1916–2002), französischer Anthropologe und Forscher
- Pouilloux, Jean (1917–1996), französischer Klassischer Archäologe, Epigraphiker und Wissenschaftsorganisator
- Pouilly, Tom (* 2003), französischer Fußballspieler

### Pouj
- Poujade, Joseph, US-amerikanischer Politiker
- Poujade, Pierre (1920–2003), französischer Politiker
- Poujade, Robert (1928–2020), französischer Politiker, Mitglied der Nationalversammlung und Minister
- Poujouly, Georges (1940–2000), französischer Schauspieler

### Pouk
- Poukine, Alexe (* 1982), französisch-belgische Filmregisseurin und Drehbuchautorin

### Poul
- Poul, Alan (* 1954), US-amerikanischer Filmproduzent und Regisseur
- Poulaille, Henry (1896–1980), französischer Schriftsteller
- Poulain, Gabriel (1884–1953), französischer Radrennfahrer und Flugpionier
- Poulain, Gaston (1927–2015), französischer Ordensgeistlicher, Bischof von Périgueux
- Poulain, Hervé (* 1940), französischer Unternehmer und Autorennfahrer
- Poulain, Jacques (1932–2017), französischer Fußballspieler
- Poulain, Malvina (1851–1921), französische Kommunardin
- Poulain, Michel-Marie (1906–1991), französische Malerin und Künstlerin
- Poulain, Roger (* 1953), deutscher Radrennfahrer und nationaler Meister im Radsport
- Poulantzas, Nicos (1936–1979), griechischer Politikwissenschaftler
- Poulard, Guire (1942–2018), haitianischer Geistlicher, römisch-katholischer Erzbischof von Port-au-Prince
- Poulat, Émile (1920–2014), französischer Historiker und Soziologe
- Poulat, Éric (* 1963), französischer Fußballschiedsrichter
- Poulat, Stéphane (* 1971), französischer Triathlet
- Poulenard, Charles (1885–1958), französischer Sprinter, Hürden- und Mittelstreckenläufer
- Poulenc, Francis (1899–1963), französischer Pianist und KomponistFrancis Poulenc (1899–1963)

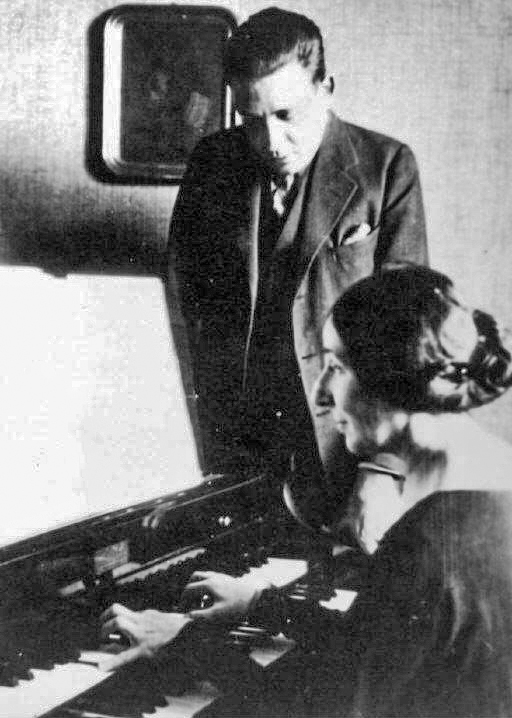
Francis Poulenc (1899–1963)

- Poulet, Fred (* 1961), französischer Musikproduzent und Regisseur
- Poulet, Georges (1902–1991), belgisch-britischer Romanist
- Poulet, James (* 1975), britischer Neurobiologe
- Poulet, Paul (1887–1946), belgischer Mathematiker
- Poulet-Malassis, Auguste (1825–1878), französischer Verleger Charles Baudelaires
- Poulett, John, 1. Baron Poulett (1586–1649), englischer Peer
- Poulette, Michel (* 1950), kanadischer Filmregisseur und Drehbuchautor
- Poulharidou, Rea Revekka (* 1967), deutsche Schriftstellerin
- Poulheim, Achim (* 1956), deutscher Kameramann
- Poulheim, Bernd (1932–1995), deutscher Politiker (SPD), MdL
- Poulheim, Bert (1952–2006), deutscher Komponist
- Poulhiès, Stéphane (* 1985), französischer Radrennfahrer
- Poulianitis, Stelios (* 1995), griechischer Basketballspieler
- Poulidor, Raymond (1936–2019), französischer RadrennfahrerRaymond Poulidor (1936–2019)

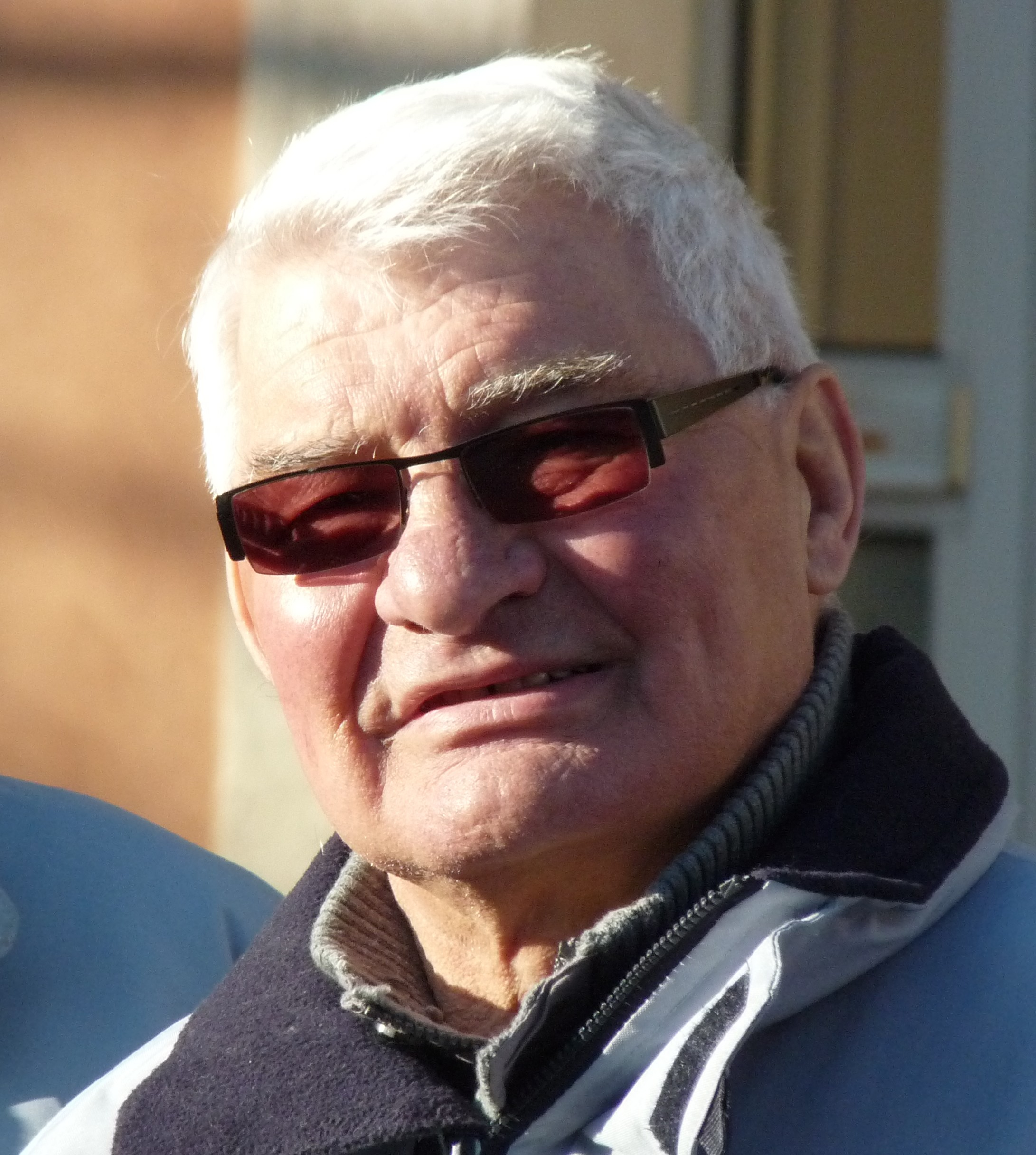
Raymond Poulidor (1936–2019)

- Poulikakos, Dimitris (* 1942), griechischer Schauspieler und Rocksänger
- Poulimenos, Aristoteles (* 1883), griechischer Autor
- Poulin, Allan R., US-amerikanischer Offizier, Generalmajor der US Air Force
- Poulin, Daniel (1957–2015), kanadischer Eishockeyspieler
- Poulin, Dave (* 1958), kanadischer Eishockeyspieler, -trainer, -funktionär und -scout
- Poulin, Jacques (* 1937), kanadischer Schriftsteller
- Poulin, Kevin (* 1990), kanadischer Eishockeytorwart
- Poulin, Marie-Philip (* 1991), kanadische EishockeyspielerinMarie-Philip Poulin (* 1991)

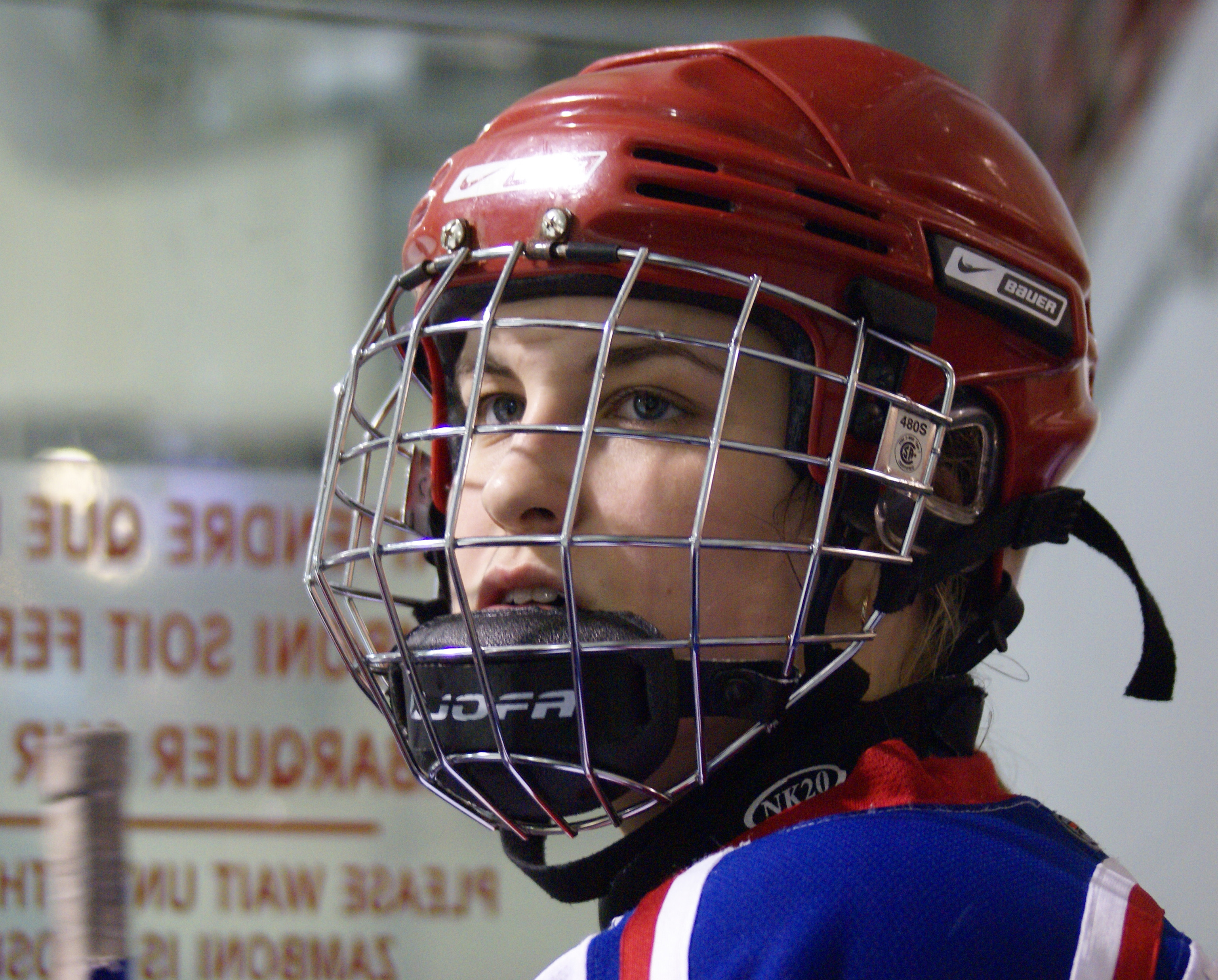
Marie-Philip Poulin (* 1991)

- Poulin, Patrick (* 1973), kanadischer Eishockeyspieler
- Poulin, Pierre (* 1958), kanadischer Freestyle-Skisportler
- Pouliot, Benoît (* 1986), kanadischer Eishockeyspieler
- Pouliot, Derrick (* 1994), kanadischer Eishockeyspieler
- Pouliot, Jean-François (* 1957), kanadischer Regisseur
- Pouliot, Marc-Antoine (* 1985), schweizerisch-kanadischer Eishockeyspieler
- Pouliot-Cavanagh, Simon (* 1990), kanadischer Freestyle-Skisportler
- Pouliquen, Yves (1931–2020), französischer Augenarzt, Sachbuchautor und Hochschullehrer
- Poulis, Kostas (1928–1986), griechischer Fußballspieler
- Poulitsas, Panagiotis (1881–1968), griechischer Politiker und Ministerpräsident
- Poulitsi, Christina, griechische Opernsängerin (Koloratursopran)
- Poullain, Ludwig (1919–2015), deutscher Bankier
- Poullain, Valérand († 1558), französischer reformierter Geistlicher
- Poullart des Places, Claude (1679–1709), französischer Geistlicher und Ordensgründer der Spiritaner
- Poulle, Emmanuel (1928–2011), französischer Archivar, Wissenschaftshistoriker und Paläograph
- Poullet, Prosper (1868–1937), belgischer Politiker und Premierminister
- Poulopoulos, Giannis (1941–2020), griechischer Sänger
- Poulos, Annerly (* 2003), australische Tennisspielerin
- Poulos, Harry (* 1940), australischer Bauingenieur
- Poulos, Ioannis, griechischer Fechter
- Poulos, Leah (* 1951), US-amerikanische Eisschnellläuferin
- Poulot, Béatrice (* 1968), französische Sängerin
- Poulot, Manolo (* 1974), kubanischer Judoka
- Pouls, Geer (* 1952), niederländischer Künstler
- Poulsen, Aksel (* 1983), färöischer Badmintonspieler
- Poulsen, Andreas (* 1999), dänischer Fußballspieler
- Poulsen, Annette (* 1969), dänische Schwimmerin
- Poulsen, Axel (1887–1972), dänischer Bildhauer
- Poulsen, Benny (1942–2004), dänischer Schauspieler
- Poulsen, Bjørn (* 1955), dänischer Historiker
- Poulsen, Christian (* 1980), dänischer FußballspielerChristian Poulsen (* 1980)

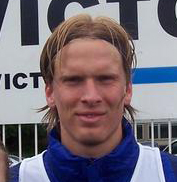
Christian Poulsen (* 1980)

- Poulsen, Enok (* 1960), grönländischer Musiker und Maler
- Poulsen, Erik M. (1900–1985), dänischer Fischereibiologe und Karzinologe
- Poulsen, Frederik (1876–1950), dänischer Klassischer Archäologe
- Poulsen, Guðri (* 1977), färöische Badmintonspielerin
- Poulsen, Hans Peter (* 1973), grönländischer Politiker (Siumut)
- Poulsen, Hasse (* 1965), dänischer Jazzgitarrist und Komponist
- Poulsen, Jakob (* 1983), dänischer Fußballspieler
- Poulsen, Jógvan, Løgmaður der Färöer
- Poulsen, Jógvan (1854–1941), Pädagoge
- Poulsen, Jóhan Hendrik Winther (1934–2022), färöischer Linguist
- Poulsen, Jón Krosslá (* 1988), färöischer Fußballspieler
- Poulsen, Jørgen (1920–1973), grönländischer Landesrat, Katechet, Lehrer und Schafzüchter
- Poulsen, Kaj (* 1942), dänischer Fußballspieler
- Poulsen, Kevin (* 1965), amerikanischer Hacker
- Poulsen, Knud (1920–2003), dänischer Journalist, Schriftsteller und Übersetzer
- Poulsen, Kristian (1944–2014), grönländischer Journalist, Gewerkschafter, Politiker, Autor und Dolmetscher
- Poulsen, Kristian (* 1975), dänischer Automobilrennfahrer
- Poulsen, Lars (* 1984), grönländischer Politiker (Siumut)
- Poulsen, Maria (* 1984), dänische Curlerin
- Poulsen, Mette (* 1993), dänische Badmintonspielerin
- Poulsen, Michael (* 1975), dänischer Sänger und GitarristMichael Poulsen (* 1975)
- Poulsen, Mikkel (* 1984), dänischer Curler

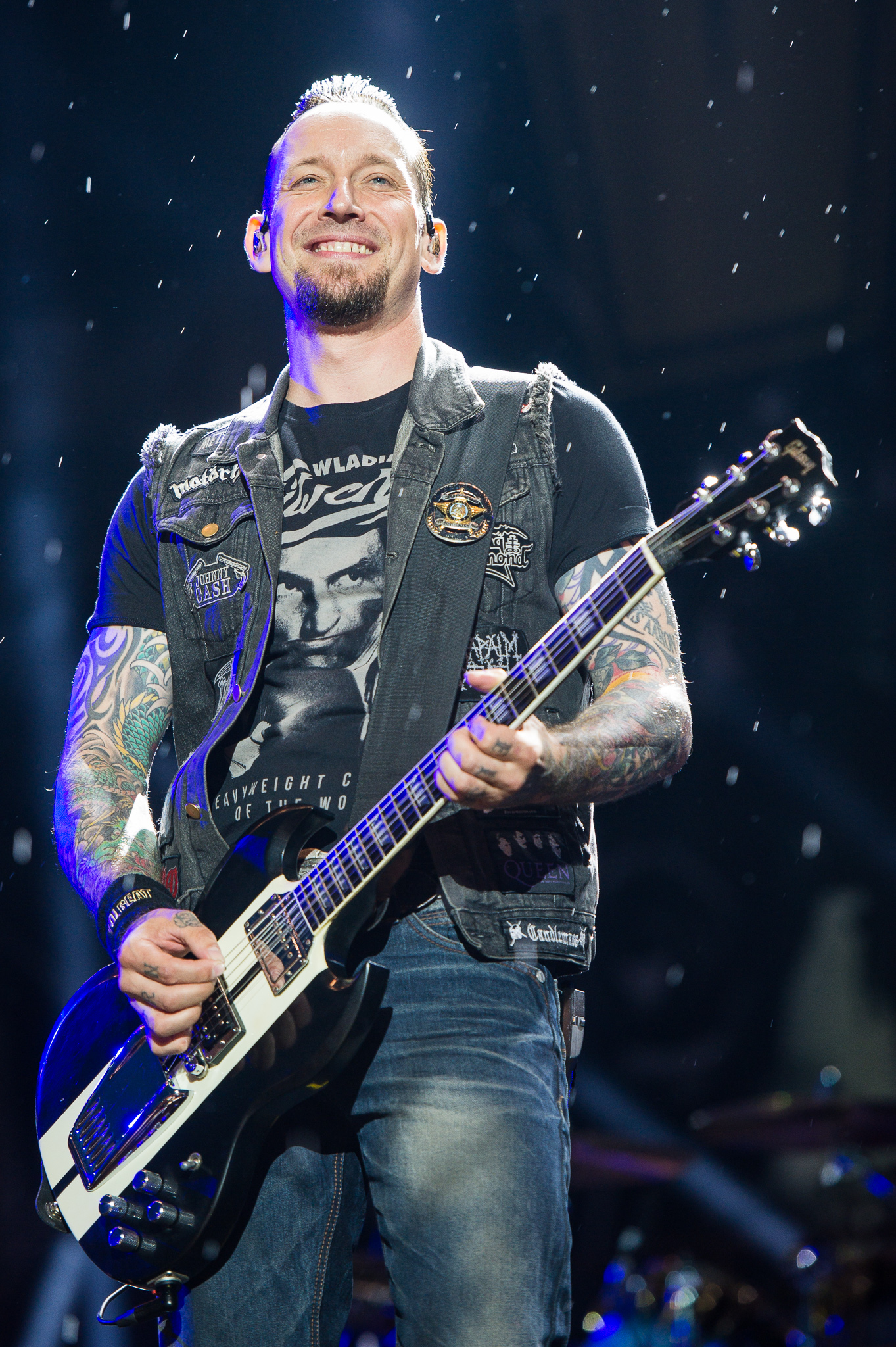
Michael Poulsen (* 1975)

- Poulsen, Morten (* 1988), dänischer Eishockeyspieler
- Poulsen, Morthen (* 1895), grönländischer Landesrat
- Poulsen, Niels (* 1955), dänischer Fußballspieler
- Poulsen, Olaf (1920–2008), norwegischer Eisschnellläufer und Sportfunktionär
- Poulsen, Ole (* 1941), dänischer Segler
- Poulsen, Rikke (* 1986), dänische Handballspielerin
- Poulsen, Sandy (* 1952), US-amerikanische Skirennläuferin
- Poulsen, Simon (* 1984), dänischer Fußballspieler
- Poulsen, Søren Pape (1971–2024), dänischer Politiker
- Poulsen, Thomas (* 1970), dänischer Ruderer
- Poulsen, Tórbjørn (1932–2014), färöischer Politiker (Sjálvstýrisflokkurin)
- Poulsen, Tóroddur (* 1957), färöischer Schriftsteller, Grafiker und Konzeptkünstler
- Poulsen, Vagn (1909–1970), dänischer Klassischer Archäologe und Museumsdirektor
- Poulsen, Valdemar (1869–1942), dänischer Physiker und Ingenieur
- Poulsen, Vilhelm (* 1999), färöischer Handballspieler
- Poulsen, Yussuf (* 1994), dänischer FußballspielerYussuf Poulsen (* 1994)

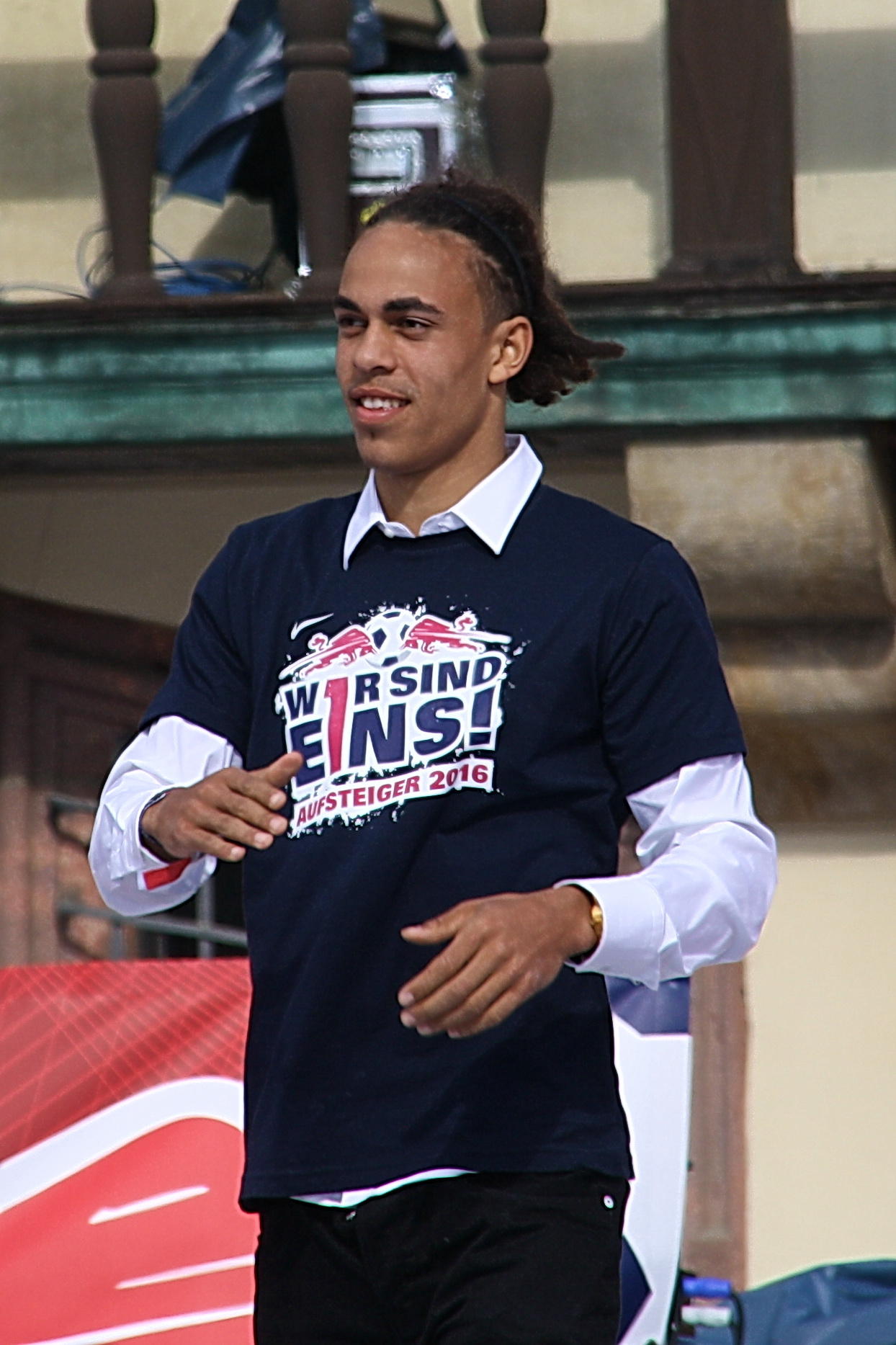
Yussuf Poulsen (* 1994)

- Poulsen-Hansen, Per (* 1946), dänischer Diplomat
- Poulson, Norris (1895–1982), US-amerikanischer Politiker
- Poulter, Horatio (1877–1963), britischer Sportschütze
- Poulter, Ian (* 1976), englischer Golfer
- Poulter, Jordyn (* 1997), US-amerikanische Volleyballspielerin
- Poulter, Steven (* 1954), britischer Radrennfahrer
- Poulter, Stuart (1889–1956), neuseeländischer Leichtathlet
- Poulter, Thomas (1897–1978), US-amerikanischer Physiker und Polarforscher
- Poulter, Will (* 1993), britischer SchauspielerWill Poulter (* 1993)

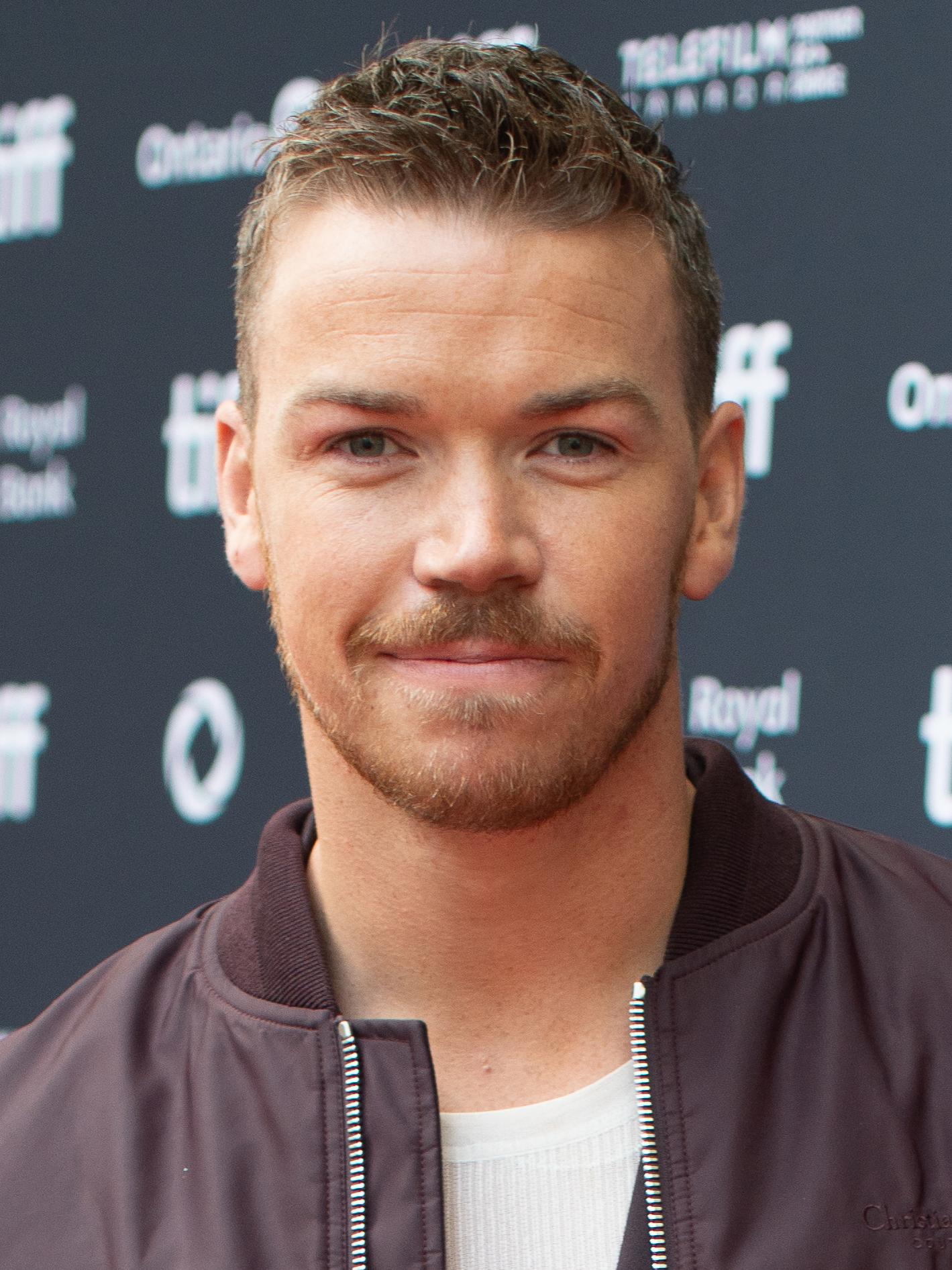
Will Poulter (* 1993)

- Poulton, Edward Bagnall (1856–1943), britischer Evolutionsbiologe und Entomologe
- Poulton, Mabel (1901–1994), englische Filmschauspielerin
- Poulton, Raymond (1916–1992), britischer Filmeditor
- Poulton, Wendy, englische Badmintonspielerin

### Poum
- Poumele, Galeaʻi Peni (1926–1992), US-amerikanischer Politiker (Republikanische Partei) aus Amerikanisch-Samoa
- Poumirol, Émilienne (* 1950), französische Politikerin, Mitglied der Nationalversammlung

### Poun
- Pouncey, Maurkice (* 1989), US-amerikanischer American-Football-Spieler
- Pouncey, Mike (* 1989), US-amerikanischer American-Football-Spieler
- Pound, Caspar (1970–2004), britischer Musiker, Produzent, Labelbetreiber und Remixer
- Pound, Dudley (1877–1943), britischer Flottenadmiral
- Pound, Ezra (1885–1972), US-amerikanischer Dichter
- Pound, John (1829–1915), britischer Politiker, Lord Mayor of London
- Pound, Richard (* 1942), kanadischer Jurist, ehemaliger Schwimmer, ehemaliger Präsident der WADA, IOC-Mitglied
- Pound, Robert (1919–2010), kanadisch-US-amerikanischer Physiker
- Pound, Roscoe (1870–1964), US-amerikanischer Botaniker, Jurist und Hochschullehrer
- Pound, Thaddeus C. (1833–1914), US-amerikanischer Politiker
- Pounder, CCH (* 1952), guyanische Film- und FernsehschauspielerinCCH Pounder (* 1952)

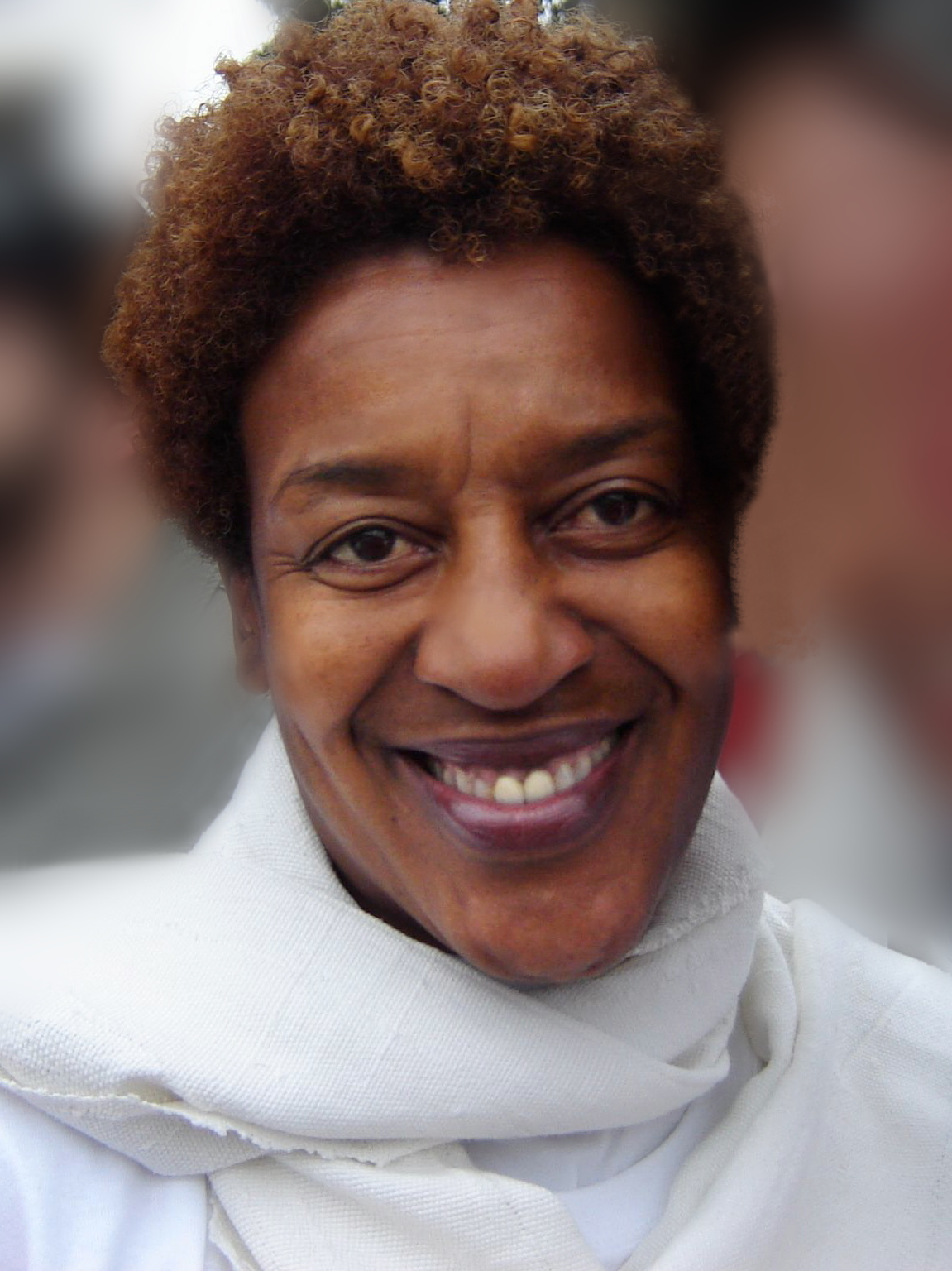
CCH Pounder (* 1952)

- Pounder, Cheryl (* 1976), kanadische Eishockeyspielerin und Sportkommentatorin
- Pounding Grooves, britischer DJ und Produzent
- Poundjé, Maxime (* 1992), französischer Fußballspieler
- Pounds, Lewis H. (1860–1947), US-amerikanischer Geschäftsmann und Politiker
- Pounds, Quinten (* 1996), US-amerikanischer American-Football-Spieler
- Pounds, William Frank (1928–2023), US-amerikanischer Ökonom
- Poungouras, Achilleas (* 1995), griechischer Fußballspieler
- Poungui, Ange Édouard (* 1942), kongolesischer Politiker, Premierminister der Republik Kongo
- Pountney, David (* 1947), britischer Theaterregisseur und Intendant

### Poup
- Poupakis, Eleftherios (* 1946), griechischer Fußballtorhüter
- Poupakis, Konstantinos (* 1951), griechischer Politiker (Nea Dimokratia), MdEP
- Poupard, Paul (* 1930), französischer Geistlicher, Kardinal der römisch-katholischen Kirche
- Poupart-Lafarge, Henri (* 1969), französischer Geschäftsmann
- Poupaud, Melvil (* 1973), französischer Schauspieler und RegisseurMelvil Poupaud (* 1973)

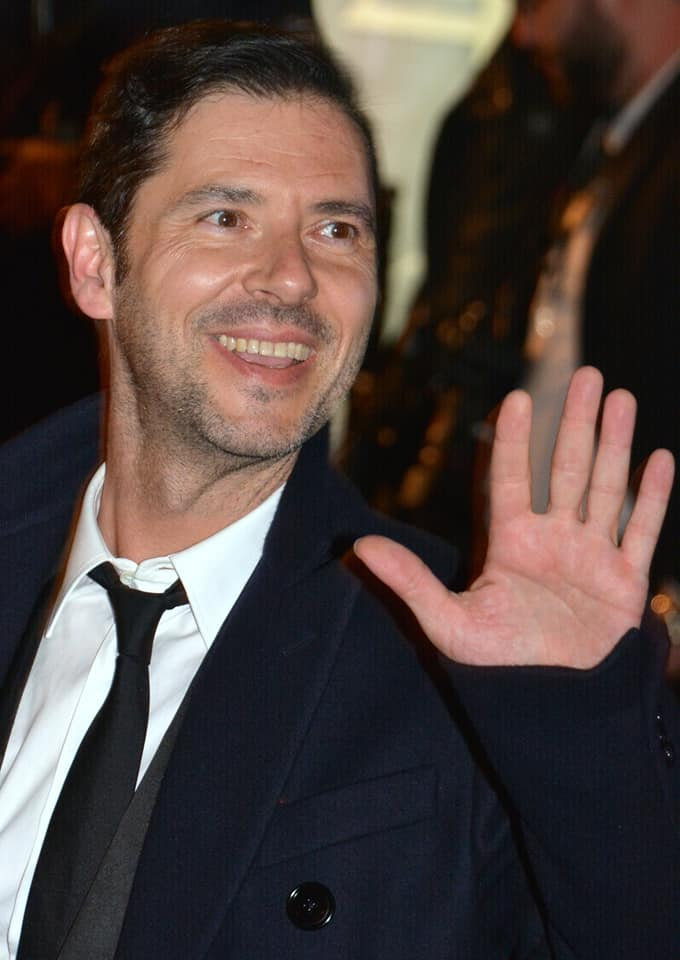
Melvil Poupaud (* 1973)

- Poupet, Pierric (* 1984), französischer Basketballspieler und -trainer
- Pouplin, Simon (* 1985), französischer Fußballtorwart
- Poupo, Pierre (1552–1590), französischer Dichter

### Pouq
- Pouqueville, François (1770–1838), französischer Diplomat, Schriftsteller, Entdecker, Arzt, Philhellene und Historiker

### Pour
- Pour-Mohammadi, Mostafa (* 1959), konservativer iranischer Geistlicher und Politiker
- Pourabedini, Pardis (* 2000), iranische Schauspielerin
- Pouradier Duteil, Françoise (* 1937), französisch-deutsche Sprachwissenschaftlerin
- Pouraliganji, Morteza (* 1992), iranischer Fußballspieler
- Pourbaix, Marcel (1904–1998), belgischer Chemiker
- Pourbus, Frans der Ältere (1545–1581), flämischer Maler
- Pourbus, Frans der Jüngere (* 1569), flämischer Maler
- Pourbus, Pieter (1523–1584), flämischer Maler, Kartograph, Ingenieur und Landvermesser
- Pourcel, Christophe (* 1988), französischer Motocross-Fahrer
- Pourcel, Franck (1913–2000), französischer Bandleader, Komponist und Violinist
- Pourcelot, Léandre (* 1940), französischer Ingenieur und Arzt
- Pourchaire, Théo (* 2003), französischer RennfahrerThéo Pourchaire (* 2003)

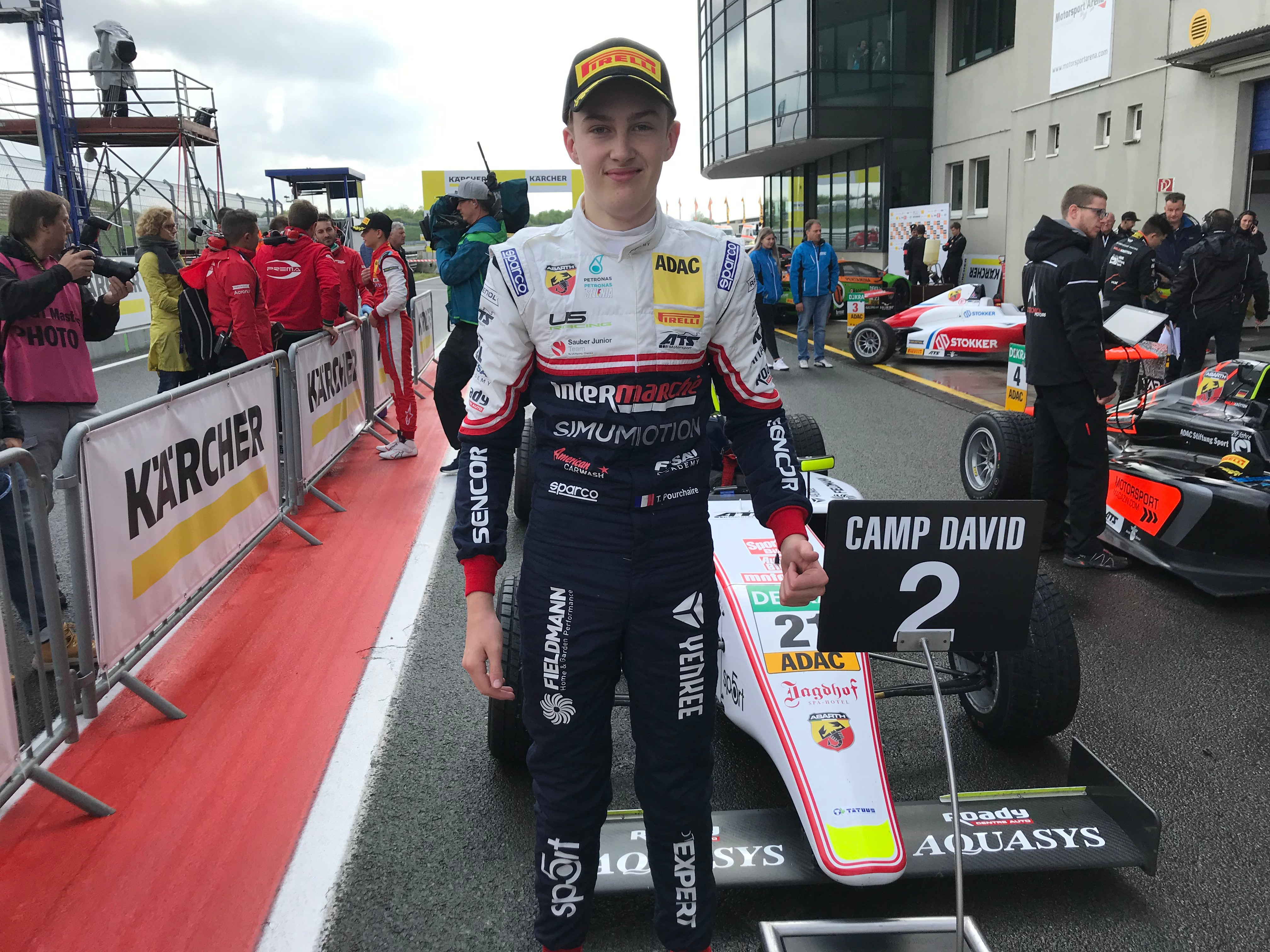
Théo Pourchaire (* 2003)

- Pourchet, Maria (* 1980), französische Schriftstellerin
- Pourchet, Maurice (1906–2004), französischer Geistlicher, Bischof von Saint-Flour
- Pourchier, Marcel (1897–1944), französischer Offizier und Skisportler
- Pourévaly, Abol Ghassem (* 1896), persischer Diplomat
- Pourfar, Susan, US-amerikanische Schauspielerin
- Pourfour du Petit, François (1664–1741), französischer Anatom, Physiologie
- Pourhosseini, Parviz (1941–2020), iranischer Schauspieler
- Pourié, Marvin (* 1991), deutscher Fußballspieler
- Pourier, Miguel (1938–2013), Politiker der Niederländischen Antillen
- Pourikkou, Andria (* 2006), zyprische Leichtathletin
- Pourjavady, Reza, iranischer Philosoph und Islamwissenschaftler
- Pourkashiyan, Atousa (* 1988), iranische SchachspielerinAtousa Pourkashiyan (* 1988)

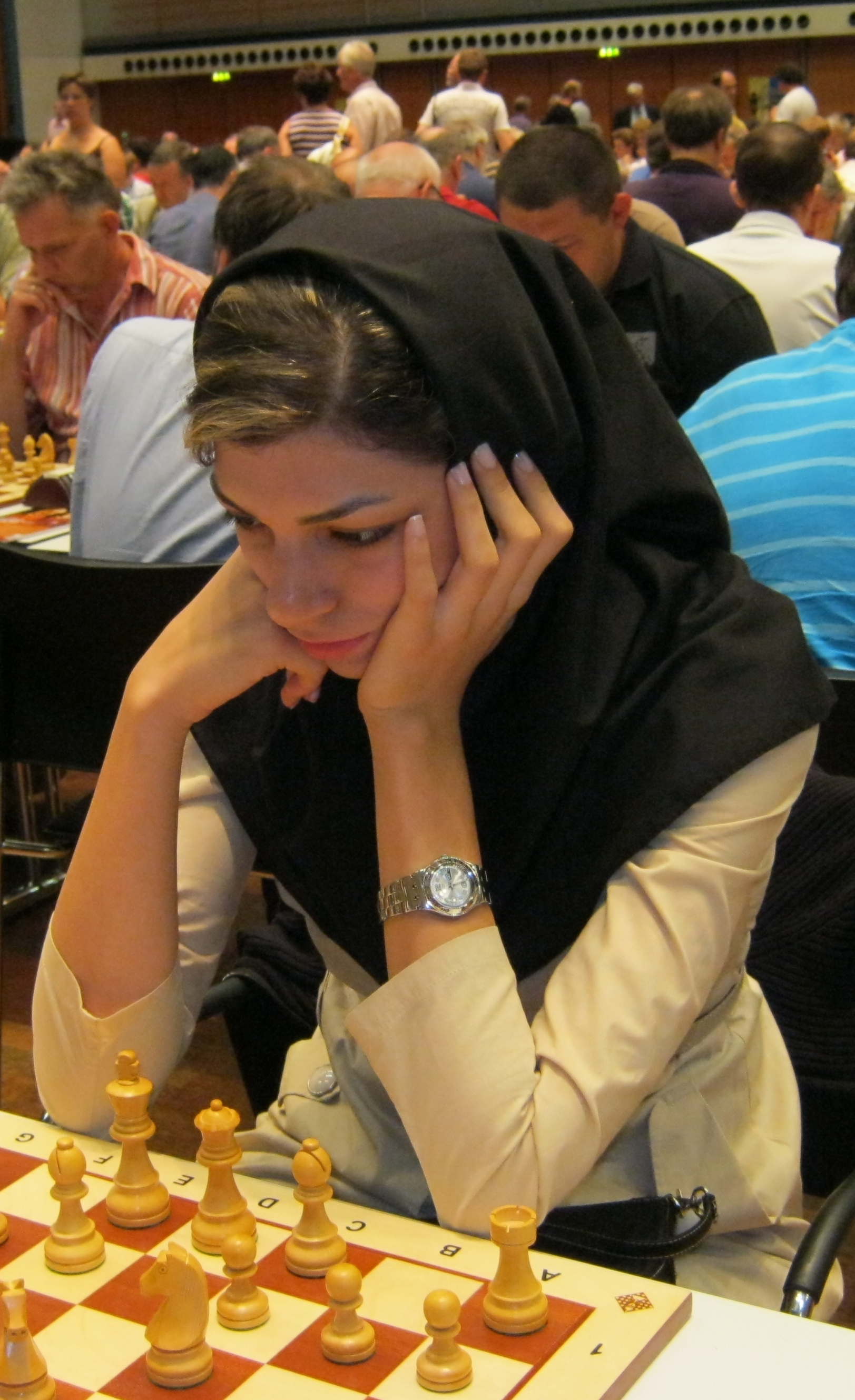
Atousa Pourkashiyan (* 1988)

- Pourlak, Nina (* 1973), iranisch-deutsche Schriftstellerin, Drehbuchautorin und Regisseurin
- Pourlan, Jeanne de (1591–1651), französische Zisterzienserin, Äbtissin und Klosterreformerin
- Pourmokhtari, Romina (* 1995), schwedische Politikerin und Umweltministerin
- Pournelle, Jerry (1933–2017), US-amerikanischer Journalist und Science-Fiction-Schriftsteller
- Pourquery, Thomas de (* 1977), französischer Jazzmusiker (Saxophon, Komposition)
- Pourquet, Charles-Henri (1877–1943), französischer Bildhauer
- Pourrat, Henri (1887–1959), französischer Schriftsteller
- Poursanidis, Alexandros (* 1993), zyprischer Hammerwerfer
- Pourseifi, Hossein (* 1976), iranischer Regisseur
- Pourseyedi, Mirsamad (* 1985), iranischer Radrennfahrer
- Pourshirazi, Katja (* 1976), deutsche Museumsleiterin, Autorin und Germanistin
- Pourtalès, Albert von (1812–1861), preußischer Diplomat
- Pourtalès, Auguste de (1840–1918), Schweizer Landschaftmaler und Kunstsammler
- Pourtalès, Bernard de (1870–1935), Schweizer Segler
- Pourtalès, Edmond de (1828–1895), schweizerisch-französischer Bankier, Offizier und Parlamentarier
- Pourtalès, Friedrich (1853–1928), deutscher Diplomat
- Pourtalès, Guy de (1881–1941), französisch-schweizerischer Schriftsteller
- Pourtalès, Hélène de (1868–1945), Schweizer Seglerin
- Pourtalès, Hermann de (1847–1904), Schweizer Segler
- Pourtalès, Jacques-Louis de (1722–1814), Schweizer Plantagenbesitzer, Unternehmer und Bankier
- Pourtalès, Louis-François de (1824–1880), schweizerisch-amerikanischer Meeresgeologe und Meeresbiologe
- Pourtalès, Max de (1893–1935), französischer Autorennfahrer
- Pourtalès-Gorgier, James Alexander de (1776–1855), Graf von Neuenburg und Valangins sowie Kammerherr des Königs von Preußen
- Pourtalès-Pury, Edouard de (1802–1885), Schweizer Landschaftsmaler
- Pourtanel, Benoît (* 1974), französischer Eishockeyspieler und -trainer
- Pourtier, Nano (* 1954), französischer Freestyle-Skisportler
- Pouryousefi, Omid (* 1972), deutscher Musiker, Unternehmer, Politiker (SPD, parteilos) und Autor

### Pous
- Pous Tió, Laura (* 1984), spanische Tennisspielerin
- Pous, Jan Willem de (1920–1996), niederländischer Politiker
- Pousa, Christopher (* 1992), andorranischer Fußballnationalspieler
- Pousão, Henrique (1859–1884), portugiesischer Maler
- Pousaz, Guillaume (* 1981), Schweizer Unternehmer
- Pousaz, Jacques (1947–2022), Schweizer Eishockeyspieler
- Pousette-Dart, Richard (1916–1992), US-amerikanischer Maler und Grafiker
- Pouso, Omar (* 1980), uruguayischer Fußballspieler
- Pouspourikas, Yannis (* 1971), französischer Kapellmeister
- Pousse, André (1919–2005), französischer Schauspieler und Radsportler
- Pousse, Fernand (1899–1988), französischer Autorennfahrer
- Pousse, Pauline (* 1987), französische Diskuswerferin
- Pousse, Pierre (* 1966), französischer Eishockeyspieler und -trainer
- Pousséo, Dorothée (* 1979), französische FilmschauspielerinDorothée Pousséo (* 1979)

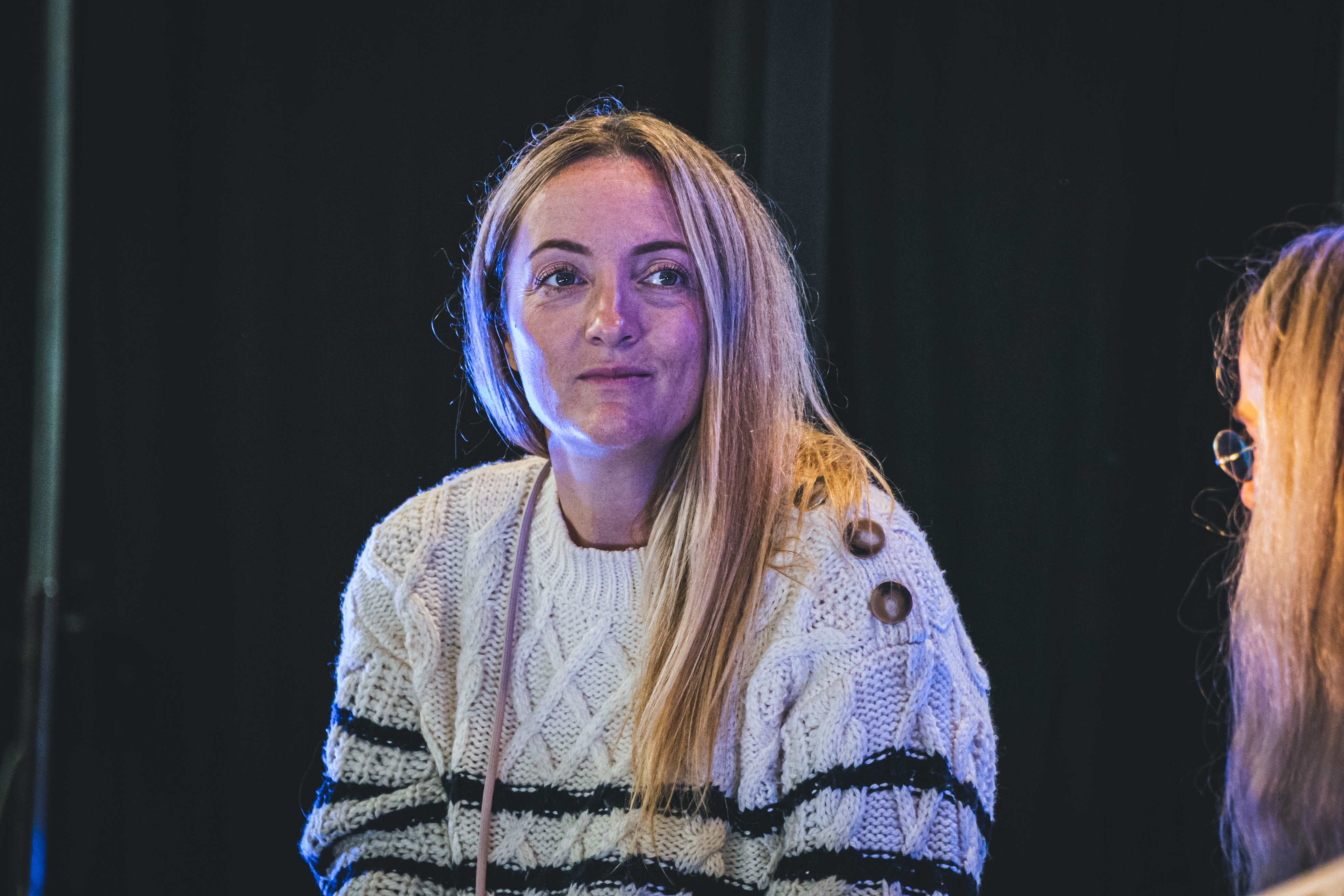
Dorothée Pousséo (* 1979)

- Poussepin, Marie (1653–1744), französische Ordensschwester, Ordensgründerin und Selige
- Pousseur, Henri (1929–2009), belgischer Komponist und Musiktheoretiker
- Poussin, Gaëtan (* 1999), französischer Fußballtorhüter
- Poussin, Gaspard (1615–1675), italienischer Landschaftsmaler
- Poussin, Nicolas (1594–1665), französischer MalerNicolas Poussin (1594–1665)

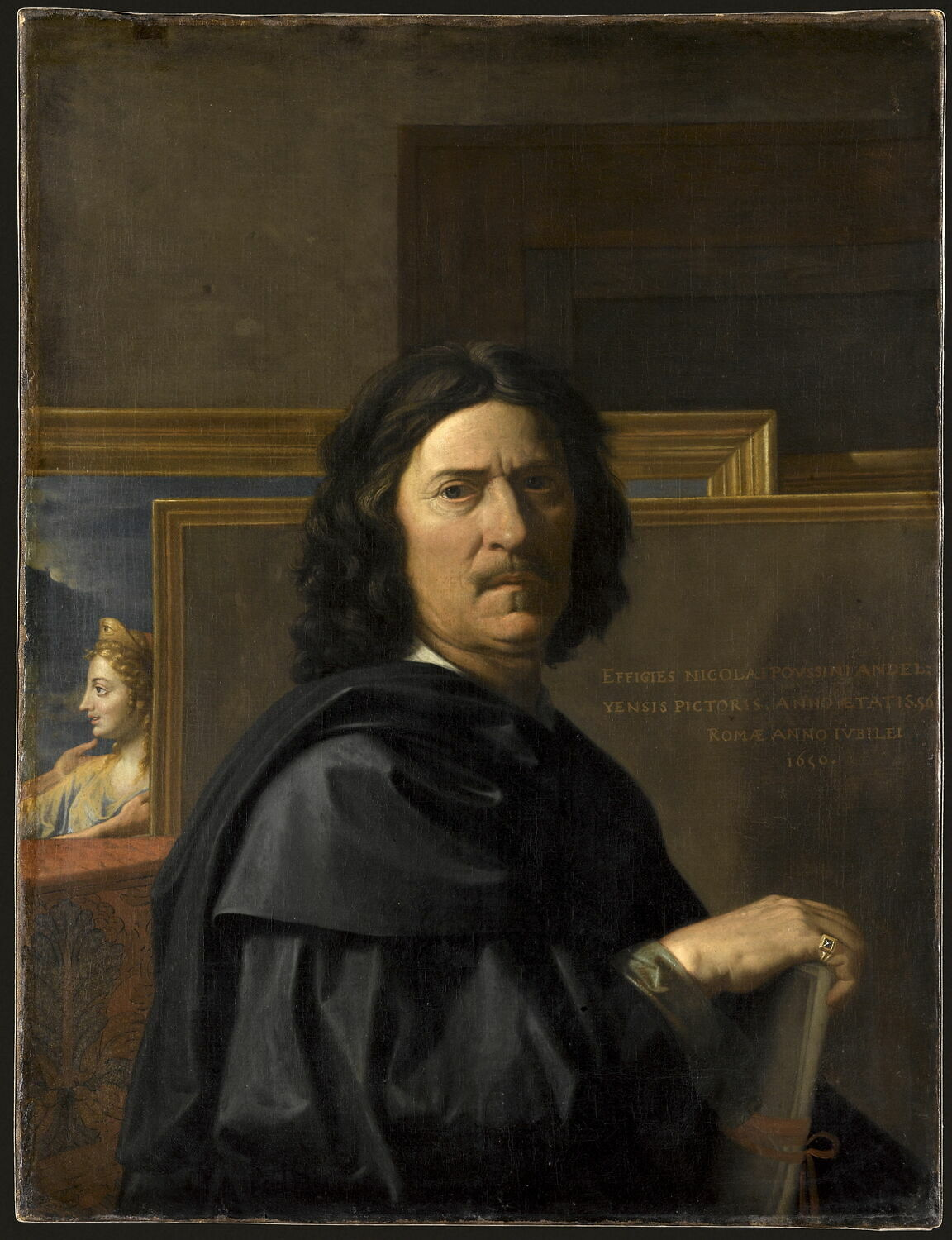
Nicolas Poussin (1594–1665)

- Poustis, Jacques (1949–2022), französischer Sänger
- Pousttchi, Bettina (* 1971), deutsch-iranische Künstlerin
- Pousttchi, Key (* 1970), deutscher Wirtschaftsinformatiker

### Pout
- Poutala, Mika (* 1983), finnischer Eisschnellläufer
- Poutanen, Reino (1928–2007), finnischer Ruderer
- Poutiainen, Olle (* 1974), finnischer Squashspieler
- Poutiainen, Tanja (* 1980), finnische Skirennläuferin
- Poutou, Philippe (* 1967), französischer, antikapitalistischer Politiker und Gewerkschafter sowie Arbeiter in einer Autofabrik
- Poutrincourt, Jean de (1557–1615), französischer Adliger, Vizekönig von Neufrankreich
- Poutrus, Patrice G. (* 1961), deutscher Historiker
- Poutsma, Selma (* 1999), niederländische Shorttrackerin

### Pouw
- Pouwels, Barbara (* 1967), niederländische Schauspielerin
- Pouwels, Paul (1941–2015), niederländischer Regisseur

### Poux
- Poux, Gary (* 1976), US-amerikanischer Schauspieler und Synchronsprecher
- Poux, Paul (* 1984), französischer Straßenradrennfahrer

### Pouy
- Pouy, Jean-Bernard (* 1946), französischer Schriftsteller
- Pouya (* 1994), US-amerikanischer RapperPouya (* 1994)

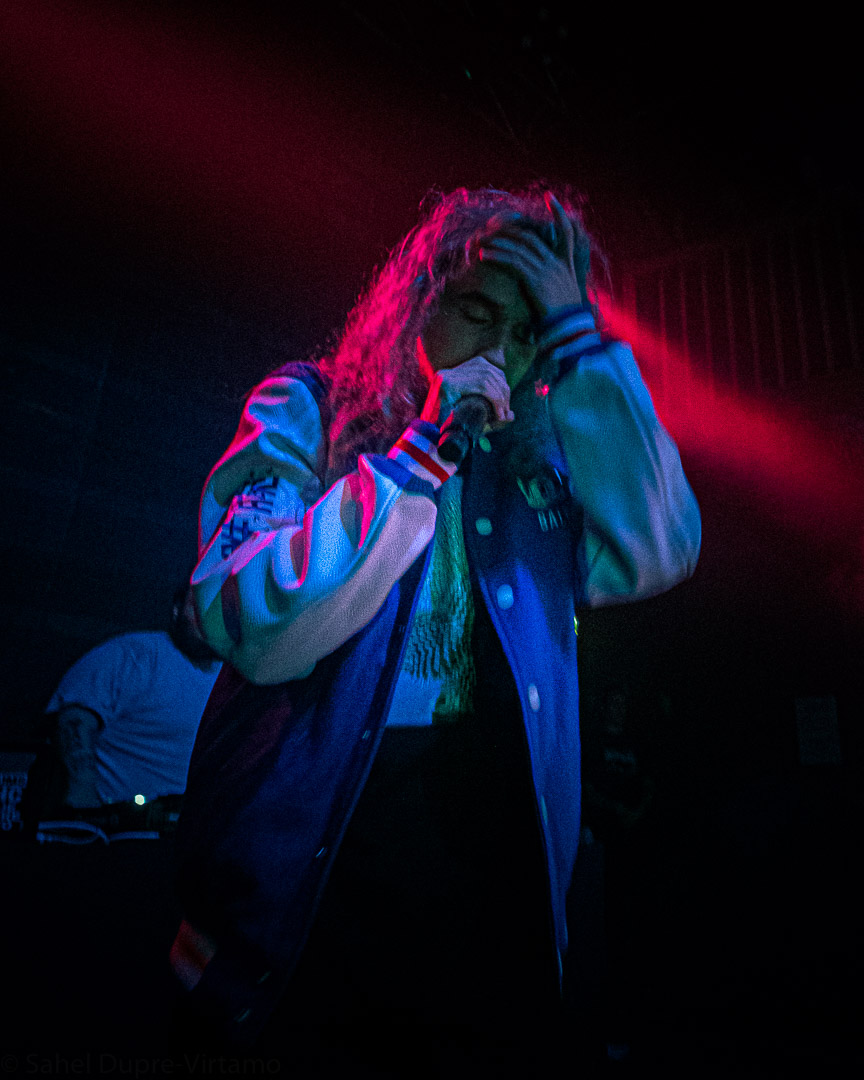
Pouya (* 1994)

- Pouyandeh, Nazanin (* 1981), iranische Malerin
- Pouyanné, Patrick (* 1963), französischer Manager, Vorstandsvorsitzender von Total
- Pouyé, Alexandre (* 1993), französischer Skilangläufer
- Pouyer-Quertier, Augustin (1820–1891), französischer Industrieller und Politiker, Mitglied der Nationalversammlung, Finanzminister

### Pouz
- Pouzar, Jaroslav (* 1952), tschechoslowakischer Eishockeyspieler
- Pouzar, Zdeněk (1932–2023), tschechischer Mykologe
- Pouzet, Jean (1892–1940), französischer Autorennfahrer
- Pouzin, Louis (* 1931), französischer Informatiker
- Pouzou, Kevin (* 1988), französischer Balletttänzer, Choreograf und Kulturmanager